# عبد اللطيف المناوي
عبد اللطيف المناوي هو صحفي وإعلامي مصري من مواليد 22 أكتوبر عام 1960. حصل عبد اللطيف على شهادة البكالوريوس من قسم الصحافة بكلية الإعلام في جامعة القاهرة عام 1981 ثم تزوّج في وقت ما بالإعلامية المصرية رولا خرسا؛ حيث حصلَ الثنائي على ثلاث أطفال.

## المسيرة المهنية
بدأ المناوي حياته المهنية كصحفي، ثم أصبح مديراً للتحرير ولمكتب جريدة الشرق الأوسط بالقاهرة، كما عمل محرراً في مجلة الأهرام الاقتصادية التابعة لمؤسسة الأهرام حتى تولى منصب رئيس قطاع الأخبار في التلفزيون المصري. يُعد عبد اللطيف المناوي أحد أعضاء نقابة الصحفيين منذ عام 1984، ويقوم بكتابة مقال أسبوعي في جريدة الأهرام، كما لديه عدة مؤلفات من أهمها: كتاب بعنوان «الأقباط: الكنيسة أم الوطن» وكتاب آخر تحتَ عنوان «أرفعوا السقف». يتمتع عبد اللطيف المناوي بتاريخ صحفي طويل تمكن خلاله من تحقيق عددٍ من الإنجازات حيث شارك في تغطية العديد من الأحداث الهامة في مختلف الدول حول العالم.

## من مؤلفاته
- الأيام الأخيرة لنظام مبارك
- قبل 25 يناير بقليل
- الأقباط.. الكنيسة أم الوطن؟
- شاهد على وقف العنف: تحولات الجماعة الإسلامية في مصر[2]